# WORM (Rotterdam)
WORM in Rotterdam (Niederlande) ist ein Multimedia-Zentrum für verschiedene Spielarten von Musik, Hörspiel, Film, Medienkunst, Performance- und Computerkunst außerhalb des Mainstreams, das sich selbst „Institut für avantgardistische Erholung“ (niederländisch Instituut voor avantgardistische recreatie) nennt. Fast täglich finden Konzerte, Filmvorführungen, Performances und Aktionen, Diskussionsrunden, Infoabende und Workshops statt. Neben den öffentlichen Veranstaltungen gehören zu WORM verschiedene Do-it-yourself-Werkstätten: das CEM-Studio für elektronische Musik, das eine besondere und seltene Sammlung von analogen Synthesizern umfasst (wie die ARP 2500 und eine Sammlung von experimentellen Musikinstrumenten von Yuri Landman), der Filmwerkplaats – ein Labor und Produktionsplatz für experimentellen 8- und 16-mm-Film –, das Hacker-Medialab MODDR. Alle Werkstätten verfügen über ein Artist-in-Residence-Programm.
Seit Sommer 2011 liegt WORM in der Boomgaardsstraat 71 im Stadtzentrum Rotterdams. Die Inneneinrichtung wurde von 2012Architecten und Atelier van Lieshout gestaltet und aus Industrieabfällen gebaut. Angegliedert sind ein Café, das während der Konzerte den Konzertbesuchern offensteht, sowie der WORM.shop als Platten- und Buchladen. Die Einrichtung wird vom niederländischen Kultusministerium und von der Stadt Rotterdam unterstützt. 

## Geschichte
1999 ging WORM aus Dodorama, einer Bühne für Improvisationsmusik, und dem Undergroundkino Popifilm hervor. WORM ist heute die wichtigste niederländische Spielstätte für experimentelle Musik mit 100–150 Aufführungen im Jahr. Das Musikspektrum reicht von improvisierter Musik, Neuer Musik, Punk und Noise bis hin zu Gabber und Cumbia. Seit 2009 ist WORM auch eine der zehn national geförderten Einrichtungen für digitale Medienkultur („e-cultuur“) der Niederlande. 
Im WORM traten u. a. Lightning Bolt, Melt-Banana, Pierre Bastien, Action Beat, Zach Hill, Silver Apples, Rhys Chatham, Morton Subotnick und Holger Hiller auf. 